# Queimada
Queimada – dramat historyczny z 1970 roku w reżyserii Gilla Pontecorva.

## Obsada
- Marlon Brando – William Walker
- Evaristo Márquez – Jose Dolores
- Renato Salvatori – Teddy Sanchez

## Fabuła
I. połowa XIX wieku. Anglicy wysyłają na karaibską wyspę należącą do Portugalii emisariusza, jakim jest William Walker. Jego oficjalnym zadaniem jest pomoc kolonizatorom, lecz jego ukrytym celem jest podburzenie ludności do rewolucji i przełamanie tamtejszego cennego monopolu handlu trzciną cukrową. Kozłem ofiarnym, który ma rozpocząć rewolucję jest handlarz z miejscowej wioski, Jose Dolores. William Walker zachęca go najpierw do napadu na bank, by za ukradzione pieniądze Dolores mógł wrócić do rodzinnej Afryki i prowadzić życie bogacza. Jose dokonuje również pierwszego zabójstwa Portugalczyka, który do tej pory był jego panem, którego należało wręcz czcić. Walker nie pozwala jednak uciec Doloresowi i jego grupie. Przekazuje natomiast informację Portugalczykom o bogatych murzynach ukrytych w wiosce. Ubiegając nadchodzących Portugalczyków Walker przybywa do wioski i rozdaje broń miejscowym. Na czele buntu staje Jose Dolores. Rozpoczyna się rewolucja, w wyniku której Dolores, teraz Generał, zdobywa władzę na wyspie. William Walker odchodzi wykonawszy swoje zadanie. Jose Dolores nie chce jednak współpracować z Anglikami i tworzyć cywilizację na wzór europejskich. Handel trzciną cukrową nie rozwija się. Po 10 latach Anglicy odnajdują Williama Walkera, który porzucił swoją pracę. Ten zgadza się wrócić na wyspę. Tym razem zadaniem jest podburzenie ludności do buntu przeciw Doloresowi i wyeliminowanie niekorzystnego przywódcy. Po obfitej w ofiary wojnie Anglicy odnajdują i aresztują Jose Doloresa. Mimo to Walker ma wątpliwości twierdząc, że Dolores jest uważany za bohatera, a jeśli go stracą stanie się męczennikiem i legendą, a Anglicy nigdy nie zdobędą takich wpływów na mieszkańców wioski jakich by chcieli. W nocy William udaje się do Jose Doloresa, próbując pomóc mu w ucieczce. Ten jednak zostaje na miejscu, zgodnie z przekonaniem, że jeśli ktoś mu da wolność nie będzie ona prawdziwa, gdyż wolność można sobie tylko wywalczyć. Nazajutrz, gdy Walker wraca na statek, zamachowiec zabija Anglika kłując go nożem w brzuch.